# Бастия-2
Бастия-2 (фр. Bastia-2) — кантон во Франции, находится в регионе Корсика, департамент Верхняя Корсика. Входит в состав округа Бастия.
Код INSEE кантона — 2B02. В кантон Бастия-2 входит часть коммуны Бастия.

## История
Кантон был создан в XIX веке под названием «Бастия-Терра-Нова». 18 августа 1973 года он был изменён территориально и стал называться Бастия-2 (Фанго). В кантон входила часть коммуны Бастия.
По закону от 17 мая 2013 и декрету от 14 февраля 2014 года количество кантонов в департаменте Верхняя Корсика уменьшилось с 30 до 15. Новое территориальное деление департаментов на кантоны вступило в силу во время выборов 2015 года. Таким образом, часть коммуны Бастия, принадлежащая кантону Бастия-2, была переопределена 22 марта 2015 года.

## Население
В таблице приведена динамика численности населения по 2012 год. В 2015 году территория кантона была изменена, а население соответственно возросло до 13 189 человек.
| 1990 | 1999 | 2006  | 2008  | 2011  | 2012  |
| ---- | ---- | ----- | ----- | ----- | ----- |
| 7757 | 9595 | 12694 | 12298 | 12034 | 11993 |

## Политика
Согласно закону от 17 мая 2013 года избиратели каждого кантона в ходе выборов выбирают двух членов генерального совета департамента разного пола. Они избираются на 6 лет большинством голосов по результату одного или двух туров выборов.
В первом туре кантональных выборов 22 марта 2015 года в кантоне Бастия-2 баллотировались 3 пары кандидатов (явка составила 49,13 %). Анн Авенозо и Жан-Луи Милани были избраны с поддержкой 55,69 % на 2015—2021 годы.
| Мандат | Мандат | Кандидаты                     |                | Партия                    | Первый тур | Первый тур |
| Мандат | Мандат | Кандидаты                     | Кол-во голосов | Партия                    | % голосов  |            |
| ------ | ------ | ----------------------------- | -------------- | ------------------------- | ---------- | ---------- |
| 2015   | 2021   | Анн Авенозо и Жан-Луи Милани  |                | Союз за народное движение | 1492       | 55,69      |
| 2015   | 2021   | Даниэль Бельгодер и Анж Ровер |                | Левый фронт               | 787        | 29,38      |
| 2015   | 2021   | Эрик Симони и Леа Станьара    |                | Беспартийные              | 400        | 14,93      |